# István Nagy (futebolista)
István Nagy (Budapeste, 14 de abril de 1939 - 22 de outubro de 1999) foi um futebolista húngaro, campeão olímpico. 

## Carreira
István Nagy fez parte do elenco medalha de ouro, nos Jogos Olímpicos de 1964.